# 皮洛士戰爭
皮洛士战争（Pyrrhic War，280-275 B.C）指的是罗马共和国征服亚平宁半岛南部诸古希腊城邦的战争。这场战争因伊庇鲁斯同盟的国王皮洛士而得名。皮洛士是古希腊时代伊庇鲁斯联盟的国王和统帅，著名的军事家和政治家，也是罗马共和国称霸亚平宁半岛战争中最强大的对手，西方谚语“皮洛士的胜利”即出自他的事迹。

## 战争开始：罗马与塔林顿交战
公元前4世纪末，随着萨莫奈战争（343-290 B.C）的结束，罗马征服了位于萨莫奈人并完成了其在亚平宁半岛中部的扩张，而此时的亚平宁半岛南部则处于自公元前8世纪建立的若干古希腊城邦国家的统治之下，其中最强大的城邦是塔林顿。
公元前282年，罗马军队在在从海路救援其位处亚平宁半岛南部的盟邦图利时，因不慎闯入塔林顿的势力范围而受到了塔林顿军队的攻击，于是两国开战。塔林顿自知并非罗马对手，于是向希腊伊庇鲁斯同盟（又称伊庇鲁斯联邦，是古希腊位于巴尔干半岛西部的一个联邦式国家，前身是摩罗西亚王国）求援。

## 初次与罗马作战

### 赫拉克利亚战役（280 B.C）
在接到塔林顿的求援之后，伊庇鲁斯同盟的国王皮洛士亲自率领军队登陆亚平宁半岛，与罗马军队展开战斗。双方在亚平宁半岛南部的赫拉克利亚（Heraclea）进行了赫拉克利亚战役（280 B.C），战役中皮洛士军队使用战象攻击罗马军队，罗马军队之前没有和战象交战的经验，因而被击溃，损失惨重。随后罗马军队退守城池不再出战，而皮洛士也自知自己长途作战不宜纠缠，于是准备和罗马议和。然而由于皮洛士提出的条件过高，罗马断不答应，因此双方只能继续僵持。

### 阿斯库路姆战役（279 B.C）
公元前279年，双方在各自准备充足之后，各自投入4万大军再次开战，这一次罗马军队成功诱使皮洛士军队行进至阿普利亚的阿斯库路姆进行决战，史称阿斯库路姆战役（279 B.C）。战役中，罗马军队利用山谷的地形优势，压制了皮洛士军队战象威力的发挥，然而皮洛士军队最终攻下高地，随即使用战象冲击罗马军团，罗马因此再度大败。然而在这次决战中，虽然罗马损失了6千军队以及一名执政官，皮洛士也损失了3千500人，其中大部分还是马其顿式的精锐步兵，难以得到补充。皮洛士在战役之后无奈地说：“再来这样一次胜利，我自己也完了”，也因此西方后世将这种得不偿失的惨胜为“皮洛士的胜利”。

## 征战西西里岛
在皮洛士率兵于阿斯库路姆战役中击败罗马军队之后，正在西西里岛上和古希腊城邦叙拉古争霸的迦太基感受到了皮洛士的威胁。于是迦太基派遣了使者和海军前往罗马，寻求与罗马结盟以共同对抗皮洛士。双方随即签订了同盟条约以防范皮洛士，而这也是罗马和迦太基在历史上唯一的一次结盟。
而此时，皮洛士也接到了来自叙拉古的帮助请求，要求其派兵帮助西西里岛上的古希腊联盟赶走迦太基在岛上的势力。皮洛士最终决定出兵西西里岛，于是便草草与罗马议和，随即调兵转战西西里岛。
进入西西里岛的皮洛士军队进攻了迦太基的诸多城邦，一路高奏凯歌，一度几乎占领全部西西里岛。然而在最后进攻里里贝母（Lilybaeum）的战役中，皮洛士的军队被迦太基的军队击败，随后迦太基又恢复了对于西西里岛西部的统治。
公元前276年，皮洛士在里里贝母战败后，随即放弃了对西西里岛的征服计划，并率兵北上返回了亚平宁半岛南部，准备继续与罗马作战。

## 第二次与罗马作战

### 贝内温图战役（275 B.C）
在皮洛士征战西西里岛的这三年期间，罗马已经在军事上做出了重要改革。皮洛士率兵返回亚平宁半岛之后，虽然最初仍能收复部分希腊城邦的失地，但是在公元前275年的贝内温图战役（Battle of Beneventum，275 B.C）中，皮洛士的军队被罗马军队击败，而这也是皮洛士最后一次与罗马的战斗。之后皮洛士便返回了希腊本土，皮洛士战争结束，而皮洛士本人则在三年之后攻打阿爾戈斯的战斗中身亡。

## 罗马统一亚平宁半岛南部
在皮洛士撤兵之后，亚平宁半岛上的古希腊城邦立刻丧失了对抗罗马的实力，并在很短的时间之内便相继被罗马所征服。公元前272年，塔林顿也被罗马征服，至此，整个亚平宁半岛南部的全部古希腊城邦都被罗马攻破，罗马的势力也扩张覆盖了亚平宁半岛的整个中部和南部，并开始寻求向西西里岛的扩张。